# Вульпавус
Вульпавус (лат. Vulpavus, от vulpes — лисица  и avus — предок) — род вымерших млекопитающих из отряда хищных. 

## Ареал и время обитания
Ископаемые остатки обнаружены на территории США (Алабама, Колорадо, Нью-Мексико, Вайоминг) и Канады (Северо-западные территории). Vulpavus обитал на этих территориях во времена эоцена (55,8—38,0 млн лет назад).

## Описание
По-видимому, Vulpavus охотился на мелких древесных животных, таких, как опоссумы и бурундуки. Внешне Vulpavus напоминал таких современных животных, как горностай или карликовый мангуст. Длина тела составляла около 25 см, при этом хвост составлял около 15 см. Масса тела колебалась от 250 до 650 грамм.

## Систематика
Род описан Отниелем Чарлзом Маршем в 1871 году в составе семейства Miacidae. В 2006 году группа  систематиков в результате исследований ранних млекопитающих переместила его на базальную позицию отряда хищных. В 2010 году Silcox и коллеги такое размещение рода подтвердили.

## Классификация
По данным сайта Fossilworks на сентябрь 2016 г. в род Vulpavus включают 8 вымерших видов:
- Vulpavus australis Matthew & Granger, 1915 [syn. Vulpavus asius Gazin, 1952]
- Vulpavus canavus (Cope, 1881) [syn. Miacis brevirostris Cope, 1881, Miacis canavus Cope, 1881, Prodaphaenus canavus (Cope, 1881), Uintacyon brevirostris (Cope, 1881), Uintacyon canavus (Cope, 1881)]
- Vulpavus completus Matthew, 1909
- Vulpavus farsonensis Gunnell, 1998
- Vulpavus hargeri Wortman, 1901 [syn. Miacis hargeri (Wortman, 1901)]
- Vulpavus ovatus Matthew, 1909
- Vulpavus palustris Marsh, 1871
- Vulpavus profectus Matthew, 1909